# ヤルンサクサ (衛星)
ヤルンサクサ (Saturn L Jarnsaxa) は、土星の第50衛星である。逆行軌道で土星を公転する不規則衛星で、北欧群に属する。
2006年3月6日に、スコット・S・シェパード、デビッド・C・ジューイット、ジャン・クリーナ、ブライアン・マースデンらの観測チームによって発見された。観測にはすばる望遠鏡が用いられている。発見は同年6月26日に小惑星センターのサーキュラーで、6月30日に国際天文学連合のサーキュラーで公表され、S/2006 S 6 という仮符号が与えられた。
その後2007年9月30日に、北欧神話に登場する女巨人ヤールンサクサ因んで命名され、Saturn L という確定番号が与えられた。
アルベドを 0.04 と仮定すると、ヤルンサクサは直径が 6 km と推定される。土星からの平均の軌道距離は 19,354,000 キロメートルほどであり、およそ 1007 日かけて一周する。